# تپه ساخس‌آباد ۲
تپه ساخس آباد ۲ در شهرستان بوئین‌زهرا، بخش آوج، روستای محمودآباد واقع شده و این اثر در تاریخ ۲۵ اسفند ۱۳۸۰ با شمارهٔ ثبت ۵۶۸۴ به‌عنوان یکی از آثار ملی ایران به ثبت رسیده است.